# VV Linschoten
VV Linschoten is een Nederlandse amateurvoetbalclub uit Linschoten in Utrecht, opgericht in 1974. Het eerste elftal van de club speelt in de Vijfde klasse zaterdag (2023/24).
De club speelt op sportpark Rapijnen in Linschoten. Het complex bestaat uit drie velden, waarvan een trainingsveld.

## Competitieresultaten 1988–heden
| 12 4B |

|  |

|  |

| 12 4B |

|  |

|  |

|  |

|  |

| 12 4D |

| 4 4A |

| 11 3C |

| 9 3D |

| 12 3D |

| 7 4D |

| 10 4C |

| 10 4A |

| 11 4B |

| 1 5B |

| 8 4B |

| 4 4B |

| 5 4B |

| 9 4B |

| 5 4B |

| 6 4B |

| 5 4B |

| 12 4B |

| 10 4B |

| 9 4D |

| 4 4C |

| 12 3A |

| 8 4C |

| 7 4B |

| 10* 4B |

| 7* 4B |

| 10 4B |

| 5 4B |

| 11 4B |

| 1 5B |

* Dit seizoen werd stopgezet vanwege de uitbraak van het coronavirus. Er werd voor dit seizoen geen officiële eindstand vastgesteld.
| Tweede divisie | Derde divisie | Vierde divisie | Eerste klasse |
| Tweede klasse  | Derde klasse  | Vierde klasse  | Vijfde klasse |